# Air Europa

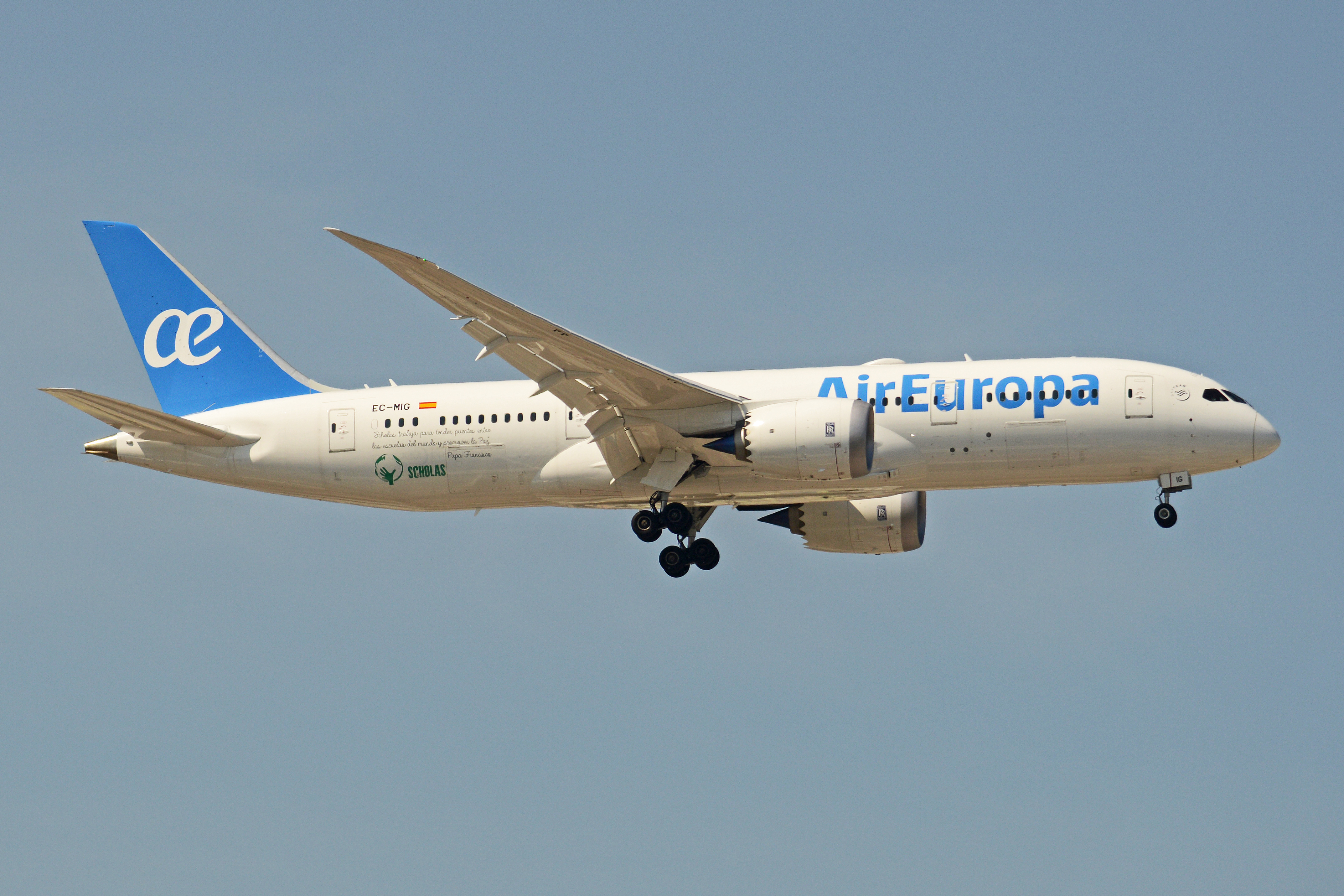
Boeing 787-8

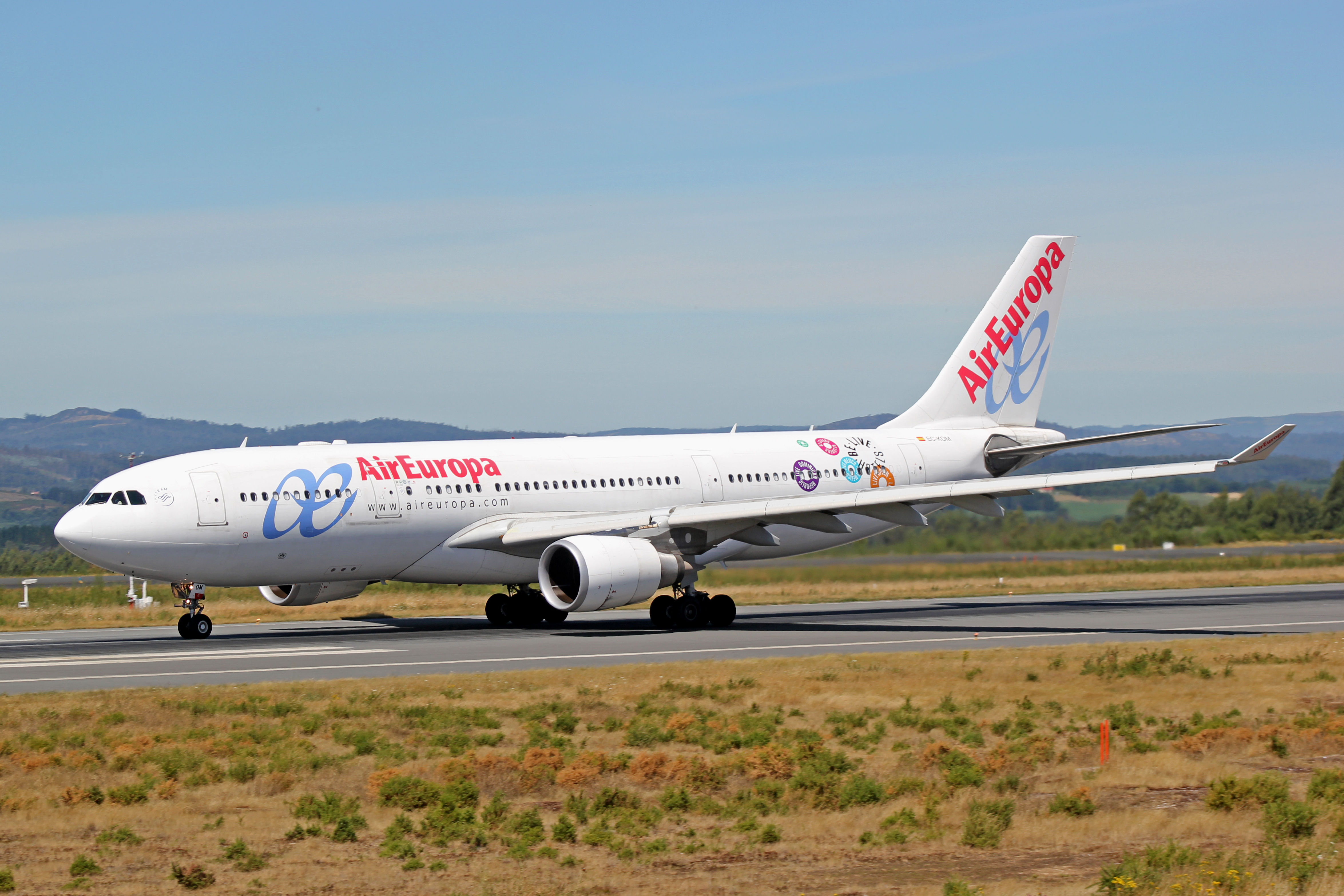
Airbus A330 Air Europa na Španělském letišti Santiago de Compostela v roce 2013

Air Europa je španělská letecká společnost. Provozuje domácí a mezinárodní lety, zaměřuje se hlavně na „prázdninový" provoz. Je vlastněna společností Globalia, což je společnost zabývající se především turismem. Společnost byla založena v roce 1986, v roce 2007 se stala členem letecké aliance SkyTeam. Má hlavní základnu na letišti v Madridu, dále v Barceloně a Palma de Mallorce. Air Europa provozovala v roce 2017 necelých dvacet letounů Airbus A330, dále už jen menší letadla.

## Flotila
[kdy?][zdroj?]
| Letadlo        | Ve službě | Cestující (celkem) |
| -------------- | --------- | ------------------ |
| Embraer 195    | 11        | 120                |
| Boeing 737-800 | 20        | 180                |
| Airbus A330    | 12        | 299                |
| Boeing 787     | 5         | 296                |